# Заславский район
Заславский район (бел. Заслаўскі раён) — административно-территориальная единица в составе Белорусской ССР, существовавшая в 1924—1959 годах. Центр — местечко (позже — городской посёлок) Заславль.
Заславский район был образован из Заславской волости Минского уезда в июле 1924 года в составе Минского округа. По данным 1926 года имел площадь 638 км², население — 31,0 тыс. чел. В июле 1930 года, когда была упразднена окружная система, Заславский район перешёл в прямое подчинение БССР. В январе 1938 года с введением областного деления включён в состав Минской области.
4 февраля 1939 года 4 сельсовета были переданы из Заславского района в новый Дзержинский район.
По данным на 1 января 1947 года район имел площадь 1,1 тыс. км². В его состав входили городской посёлок Заславль и 10 сельсоветов: Анусинский (центр — ст. Радошковичи), Гатовинский (центр — д. Буцевичи), Новодворский (центр — д. Затычино), Роговский, Семков-Городокский, Слободской, Старосельский, Трасковщинский, Шепелевский, Шершунский.
В августе 1959 года район был упразднён, а его территория передана в Минский район.